# Galeriile de Artă Populară
Galeriile de artă populară reprezintă departamentul de comercializare a artei țărănești contemporane din cadrul Complexului Național Muzeal ”ASTRA” din Sibiu.
Cele două magazine, expoziții cu vânzare, unul aflat la sediul muzeului, în Piața Mică nr. 21, parterul Casei Artelor și celălalt la intrarea în Muzeul în aer liber din Dumbrava Sibiului, vin să completeze atât completeze imaginea vivantă a Muzeului „ASTRA”, cât și oferta de servicii culturale, intermediind prin artefactele artistice tradiționale și moderne, legătura directă între creatorul popular și publicul vizitator.
Galeriile sunt complementare proiectelor de recuperare, consolidare și valorificare a tradițiilor meșteșugurilor artistice, ajutând la supraviețuirea acestora și a celor care le practică. Promovarea culturii tradiționale a satului românesc, orientarea gustului publicului spre noile opțiuni, de început de mileniu, combaterea Kitsch-ului și aspectul comercial al activității din magazin sunt alte preocupări, foarte importante, ale activității noastre.
Abundența și varietatea produselor prezentate reconstituie universul mirific al locuinței tradiționale din satele României și prilejuiesc bucuria achiziționării de suveniruri, obiecte autentice de artă populară, românească, săsească și maghiară. Se pot cumpăra icoane pictate pe sticlă, piese de port popular, din toate zonele etnografice ale țării, ștergare, marame, piese textile, obiecte sculptate în lemn și os, instrumente muzicale, piese ceramice și jucării ecologice, măști, împletituri din fibre vegetale, ouă încondeiate, carpete și covoare cu motive tradiționale, țesute în război, podoabe de mărgele, pălării, pictură naivă dar și publicații de specialitate, cărți postale, felicitări de sezon.
Bogăția și varietatea obiectelor au menirea de a prezenta vizitatorilor valoarea, vigoarea și rafinamentul artei populare românești. Periodic vor fi prezentați „in vitro” meșteri, artiști artizani, care își vor demonstra măiestria în confecționarea diverselor obiecte de artă tradițională. Vor lucra în fața publicului țesătoare, cioplitori în lemn și os, olari, pictori de icoane, încondeietori de ouă, împletitori în fibre vegetale, constructori de instrumente muzicale oferind vizitatorilor de pretutindeni șansa cunoașterii celor mai valoroase tradiții, păstrate vii, până astăzi, stimulând recuperarea, revitalizarea și consolidarea meșteșugurilor artistice contemporane. Produsele etalate spre vânzare aparțin celor mai renumite centre specializate din țară, din cele mai cunoscute zone etnografice.